# Brusaporto
Brusaporto là một đô thị ở tỉnh Bergamo trong vùng Lombardia của nước Ý, có vị trí cách khoảng 50 km về phía đông bắc của Milano và khoảng 9 km về phía đông nam của Bergamo. Tại thời điểm ngày 31 tháng 12 năm 2004, đô thị này có dân số 4.524 người và diện tích là 5,0 km².
Brusaporto giáp các đô thị: Albano Sant'Alessandro, Bagnatica, Seriate.